# Âşıklık
Âşıklık (hrvatski izg. ašiklik, turski za „ljubovanje” u značenju „trubadurstva”) je trubadurska pjesma koju izvodi mistični trubadur (turski: aşık, azerski: aşıq, perzijski: عاشیق‎, armenski: Աշուղ, gruzijski: აშუღი, grčki: ασίκης; iz arapskog: ašik عاشق, što znači „ljubav”), obično uz pratnju dugovrate lutnje (saza). 
Odjeven u tradicionalne nošnje, âşık je zamijenio turkijskog ozana koji su opjevavali najranije turkijske pohode prateći vladare još od vremena Atile. Danas su česti izvođač na svadbama, u kavanama i tijekom javnih festivala svih vrsta. Posebice na vjenčanjima, âşık se smatra za instruktora i vodiča čija tradicija crpi i obogaćuje tursku književnu kulturu i svakodnevni život zajednica diljem zemlje. Âşık u snu biva pozvan da poduzme dugo naukovanje u umjetnosti sviranja gudačkih i udaračkih glazbala, pjevanju, pripovijedanju i snalažljivosti koje čine srce poziva. Kako ašici putuju između zajednica, oni pomažu u širenju kulturnih vrijednosti i ideja, ali i olakšavaju socijalni dijalog kroz tematsku poeziju i društvenu i političku satiru. Zbog toga je ovaj običaj upisan na UNESCO-ov popis nematerijalne svjetske baštine u Europi 2009. godine.
Pjesme koje izvode su najčešće o ljubavi, zapisane u rimovanom silabičkom metru i na kraju s katrenom (četverostihom) u kojem âşık izgovori mâhlas, svoj pseudonim. Njihovi improvizirani nastupi mogu također uključivati zagonetke, narodne bajke, verbalne duele duhovitost i kreativnost s drugim âşıcima, ali i stihove koji se pjevaju dok trubadur drži iglu u ustima koja ga prisiljava da recitira pjesme izbjegavajući zvukove B, P, V, M i F.

## Vanjske poveznice
- M. Sabri Koz, "Comparative Bibliographic Notes on Karamanlidika Editions of Turkish Folk Stories", Harrassowitz Verlag (engl.)